# سلطنة يوجياكرتا
سلطنة يوجياكرتا (اللغة الجاوية: Kasultanan Ngayogyakarta Hadiningrat، كاسلطانان ڠايَوڮياكارتا هادينيڠرات) هي سلطنة ظهرت عام 1755 في جاوة الوسطى، إندونيسيا. أنضمت إلى اندونيسيا في 5 سبتمبر 1945م .

## قائمة حكام سلطنة يوجياكرتا
| الاسم                             | الصورة | بداية حكمه      | نهاية حكمه      |
| --------------------------------- | ------ | --------------- | --------------- |
| هامنجكوبونو الأول                 |        | فبراير 13, 1755 | مارس 24, 1792   |
| هامنجكوبونو الثاني                |        | أبريل 2, 1792   | يونيو 20, 1812  |
| هامنجكوبونو الثالث                |        | يونيو 28, 1812  | نوفمبر 3, 1814  |
| هامنجكوبونو الرابع الفترة الأولى  |        | نوفمبر 9, 1814  | ديسمبر 6, 1823  |
| هامنجكوبونو الخامس الفترة الأولى  |        | ديسمبر 19, 1823 | أغسطس 17, 1826  |
| هامنجكوبونو الرابع الفترة الثانية |        | أغسطس 17, 1826  | يناير 2, 1828   |
| هامنجكوبونو الخامس الفترة الثانية |        | يناير 17, 1828  | يونيو 5, 1855   |
| هامنجكوبونو السادس                |        | يوليو 5, 1855   | يوليو 20, 1877  |
| هامنجكوبونو السابع                |        | ديسمبر 22, 1877 | يناير 29, 1921  |
| هامنجكوبونو الثامن                |        | فبراير 8, 1921  | أكتوبر 22, 1939 |
| هامنجكوبونو التاسع                |        | مارس 18, 1940   | أكتوبر 2, 1988  |
| هامنجكوبونو العاشر                |        | مارس 7, 1989    | إلى الآن        |

1. ↑  "معلومات عن سلطنة يوجياكرتا على موقع id.loc.gov". id.loc.gov. مؤرشف من الأصل في 2019-12-08.